# Bank Hapoalim
Bank Hapoalim (hebr. בנק הפועלים; Bank Robotników; TASE: POALIM) – bank uniwersalny z siedzibą w Tel Awiwie w Izraelu. Jest notowany na Giełdzie Papierów Wartościowych w Tel Awiwie. Bank obecny jest na rynkach finansowych na całym świecie. W Izraelu znajduje się jego 600 bankomatów i 250 oddziałów.

## Historia
Bank został założony w 1921 przez Histadrut, związek zawodowy powstały dla obrony praw pracowniczych żydowskich robotników w Brytyjskim Mandacie Palestyny. Histadrut pozostał właścicielem do izraelskiego kryzysu bankowego w 1983, kiedy to bank został znacjonalizowany. W 1996 został sprzedany grupie inwestorów, której przewodniczył Ted Arison, członek jednej z najbogatszych rodzin w Izraelu. Obecnie głównym udziałowcem jest fundusz Arison Holdings, którą zarządza jego córka, Shari Arison.